# Flere
Flere je priimek v Sloveniji, ki ga je po podatkih Statističnega urada Republike Slovenije na dan 1. januarja 2010 uporabljalo 122 oseb in je med vsemi priimki po pogostosti uporabe uvrščen na 3.653. mesto.

## Znani nosilci priimka
- Alenka Flere Pavlič, zborovodkinja
- Djurdja Flerè (1921—1992), dramaturginja, prevajalka in režiserka
- Franc Flere (1945—2017), narodnozabavni muzikant, harmonikar
- Janez Flere (*1959), argentinski alpski smučar
- Janvid Flere (1914—1996), ekonomist, diplomat
- Jože Flere (*1968), športnik invalid - atlet (met diska)
- Pavel Flere (1883—1963), organizator šolstva ter pedagoški in mladinski pisatelj
- Peter Flere, slikar v 19. stol.
- Polona Flere, dramaturginja
- Sergej Flere (*1944), sociolog, univ. prof.